# Mário Fernandes
Mário Figueira Fernandes, född 19 september 1990 i São Caetano do Sul i São Paulo, är en brasiliansk-rysk fotbollsspelare som spelar för CSKA Moskva.